# گول‌گلی (کاهتا)
گول‌گلی (به ترکی استانبولی: Gölgeli) (به کردی: Berwenus) یک منطقهٔ مسکونی کردنشین در ترکیه است که در کاهتا واقع شده‌است.